# Salvia guarinae
Salvia guarinae là một loài thực vật có hoa trong họ Hoa môi. Loài này được Standl. miêu tả khoa học đầu tiên năm 1950.